# Джон Гудинаф
Джон Ба̀нистър Гу̀динаф (на английски: John Bannister Goodenough, /ˈɡʊdɪnʌf/) е американски физик.
Роден е на 25 юли 1922 година в Йена, Германия, в семейство на американци, негов баща е историкът на религията Ъруин Рамсдел Гудинаф, а по-големият му брат Уорд Гудинаф става известен антрополог. През 1944 година Джон Гудинаф получава бакалавърска степен по математика в Йейлския университет, а през 1952 година защитава докторат по физика в Чикагския университет. След това работи в Масачузетския технологичен институт (1952 – 1976), Оксфордския университет (1976 – 1986) и Тексаския университет в Остин (от 1986). Изследванията му са в областта на физиката на твърдото тяло и включват значителни приноси в проучванията на свръхобмена и разработването на паметта с произволен достъп и литиевойонната батерия.
През 2019 година Джон Гудинаф получава Нобелова награда за химия, заедно със Стенли Уитингам и Акира Йошино, „за разработването на литиевойонните батерии“, като става най-възрастният нобелов лауреат дотогава.
Умира на 25 юни 2023 г. в Остин, Тексас, на 100.годишна възраст.